# Éditions A. Pedone
Éditions A. Pedone est une maison d'édition française indépendante, héritière de la maison créée en 1837 par Auguste Durand, spécialisée dans les questions du droit international public.
Elle est l'une des plus anciennes maisons d'édition française, restée indépendante et familiale.

## Histoire
Après avoir lancé sa maison d'édition, Auguste Durand s'est associé à G. Pedone-Lauriel, qui avait une double orientation vers les textes classiques et le droit (publication en 1870 de l'Iliade d'Homère, traduction nouvelle en vers français par Victor Quintius Thouron ; thèse d'Henri Capitant en 1890).
À la fin du XIXe siècle, Auguste Pedone spécialise le fonds en droit international, élargi ensuite à l'histoire diplomatique.
En 1894, il crée la Revue générale de droit international public dirigée par Paul Fauchille et Antoine Pillet.
En 1933, la maison, dirigée alors par Madeleine Pedone réédite la thèse de doctorat de Frédéric Ozanam, fondateur de la société Saint-Vincent-de-Paul.
Durant la guerre, les activités sont interrompues du fait de la fermeture des frontières à l’exportation et des pénuries de papier, mais elles reprennent dès 1946.
En 1962, Denis Pedone (né en 1935) prend la direction de l'entreprise.
La thèse de Boutros Boutros-Ghali Contribution à une théorie générale des alliances est publiée chez A. Pedone en 1963.
Outre la Revue générale de droit international public, les éditions A. Pedone publient des revues universitaires comme la Revue d'histoire diplomatique (depuis 1887), la Revue française de droit aérien et spatial (depuis 1945).
La direction des éditions est assurée actuellement par Bénédicte Pedone-Ribot et Marc Pedone.
Les ouvrages des éditions A. Pedone sont disponibles auprès de nombreux distributeurs, mais également dans la librairie affiliée, la librairie Pedone, située au 13 rue Soufflot, 75005 Paris, et ce depuis 1887. Depuis quelques années, la librairie est devenue généraliste et propose à la vente tous types d'ouvrages. Elle accueille également dans ses locaux, classés au patrimoine français, des événements de types divers, telles que des dédicaces d'hommes et de femmes politiques et d'auteurs ou des conférences.